# Betrichia
Betrichia is een geslacht van schietmotten uit de familie Hydroptilidae.

## Soorten
Deze lijst van 7 stuks is mogelijk niet compleet.
- B. argentinica OS Flint, 1972
- B. bispinosa OS Flint, 1974
- B. hamulifera OS Flint, 1983
- B. longistyla OS Flint, 1983
- B. occidentalis OS Flint, 1974
- B. uruguayensis EB Angrisano, 1995
- B. zilbra Mosely, 1939